# 1261年
| 千纪： | 2千纪 |
| 世纪： | 12世纪 \| 13世纪 \| 14世纪                                                                                 |
| 年代： | 1230年代 \| 1240年代 \| 1250年代 \| 1260年代 \| 1270年代 \| 1280年代 \| 1290年代                           |
| 年份： | 1256年 \| 1257年 \| 1258年 \| 1259年 \| 1260年 \| 1261年 \| 1262年 \| 1263年 \| 1264年 \| 1265年 \| 1266年 |
| 纪年： | 辛酉年（鸡年）；南宋景定二年；蒙古中统二年；越南紹隆四年；日本文應二年，弘長元年                           |

## 大事记
- 歐洲
  - 7月25日——君士坦丁堡被尼西亞帝國的米海爾八世收复，拉丁帝國滅亡，拜占庭帝国复国。
  - 8月29日——烏爾班四世當選羅馬教皇。
  - 拜占庭帝国进攻保加利亚，夺取安其亚鲁斯港与迈塞姆布里亚港。

- 中東
  - 6月13日——阿拔斯帝國第二十九代哈里發穆斯塔爾希德的孫子穆斯坦綏爾二世在開羅成為哈里發。
  - 11月28日——穆斯坦綏爾二世去世，兒子哈基姆一世即位。

- 東亞
  - 3月22日——日本年號，從文應改為弘長。
  - 前一年成為可汗的忽必烈赦放了75名南宋商人。增加他在中國人中的聲譽, 鞏固他作為公正統治者的合法性, 並從南宋獲得更多的叛逃者。
  - 中國南宋楊輝出版《詳解九章算法》，圖示了中國最早的巴斯卡三角形。

## 出生
- 2月11日——奥托三世，匈牙利国王和下巴伐利亚公爵

## 逝世
- 11月28日——穆斯坦綏爾二世，伊斯蘭教第五十六代哈里發，阿拉伯帝國馬木留克王朝第一代哈里發，統治時期為1261年。
- 秦九韶，中國南宋數學家。
- 5月25日——亞歷山大四世，羅馬教皇。